# 2019年北美洲寒流
2019年北美洲寒流是指，在2019年1月下旬由极地涡旋引起的严重寒潮袭击的北美洲北部的事件。寒流共造成至少21人死亡。其亦帶來了暴風雪，使得部分地區降雪超過30（12英寸）。

## 成因
2019年的寒潮是由北極上空相對靜止的極地渦旋引起的。通常情況下，由於北極和較溫暖的氣候之間存在較大的溫度和壓力差，北半球急流的傳播速度足夠快，以保持極地渦旋位於北極靜止的平流層頂部。然而，隨著全球變暖，溫度和壓差已經縮小，削弱了射流，並可能扭曲極地渦旋。當氣旋解體時，其內部的寒冷空氣將會南下形成寒流。越來越多的證據表明，北極融冰和氣溫升高會干擾北極上空的對流層，影響極地渦旋的狀態，這使得渦旋內部的寒冷空氣更容易逸出、向南流動。
在2019年的情況是極地渦旋分裂為兩層，其中一層向南移動並在加拿大中部和美國中北部停留約一個星期，然後消散。一開始極地渦旋的冷空氣取代了較暖的空氣，後來一波來自非洲摩洛哥的暖流又切割了從北極運來的冷空氣，兩者皆同時帶來了大風。這造成遠低於冰點的溫度、風寒指數驟跌，以及受影響地區的大量降雪。
美國氣象專家柯恩說道：「極地渦漩的厲害，現在才要開始」。並表示，一般來說，極地渦漩的南向，都常會朝亞洲區的西伯利亞跑；但近幾年來，隨著大氣系統的改變，極地渦漩掃過美洲大陸的頻率也越來越高。

## 美國
由於危險的低溫威脅，中西部各州的民生電力、瓦斯用量需求大漲，加上超低溫使管線損換，各地用戶紛紛接到瓦斯公司的緊急通報，呼籲大家「請不要把暖氣開到16℃以上」，以便於供應平衡、讓大家都能享有「維生使用量」。
通用汽車就因為瓦斯用量的問題，緊急關閉密西根州的11座工廠，以配合瓦斯與電力的應變調配。
美國國家氣象局表示：「近期記憶中最寒冷之一的北極氣團正朝南侵襲，籠罩中西部地區北部，再擴散到東部大部分地區，全美2/3地區被冰封。」又表示道：「預期出現超低溫、嚴寒和危及生命的冷空氣，從中西部地區北部到五大湖和俄亥俄河谷，都有可能出現破紀錄低溫。」
氣象局還預測，中西部31日的氣溫介於攝氏零下23到零下40度之間，風寒效應更會讓明尼蘇達州一個地區的體感溫度下探攝氏零下53度。芝加哥預期會比南極洲部分地區還冷。伊利諾州、密西根州和威斯康辛州當局都採取緊急措施因應酷寒。

### 伊利諾伊州
2019年1月30日，在芝加哥錄得了−31 °C（−24 °F），大約徘徊在攝氏零下28度左右，體感溫度則低於零下46度，街道幾空無一人。
據伊利諾伊州警方稱，一輛租役巴士在奧本附近的55號州際公路上發生故障，警方解救出了21名車內被困人員，事後發現是巴士內柴油結凍。

### 明尼蘇達州
2019年1月27日，國際瀑布城錄得了當時全美的局部地區最低溫—— −43 °C（−45 °F）。而錄得最低風寒值的則是龐斯福德——−54 °C（−65 °F）。

### 密歇根州
2019年1月30日，兩人因極地渦旋寒流而去世。

### 威斯康辛州
2019年1月28日，威斯康辛州州長托尼·埃弗斯，因風力溫度創歷史新低而宣布全州進入緊急狀態。
同年1月30日，一名55岁的男子被發現於威斯康辛州密尔沃基被凍死。

### 北達科他州
2019年1月30日，北達科他州大福克斯的體感溫度約為−54 °C（−65 °F），而瞬時最大陣風為60～70mph（約為96～113km/h）。

### 艾奧瓦州
2019年1月30日，愛荷華大學一份聲明中表示，一名學生在周三早些時候，被發現死在校園外的一幢建築物外，該學生死因懷疑與寒流有關。

### 紐約市
2019年1月31日，紐約市的溫度降至−17 °C（1 °F），而體感溫度則在−27 °C（−17 °F）。

## 加拿大

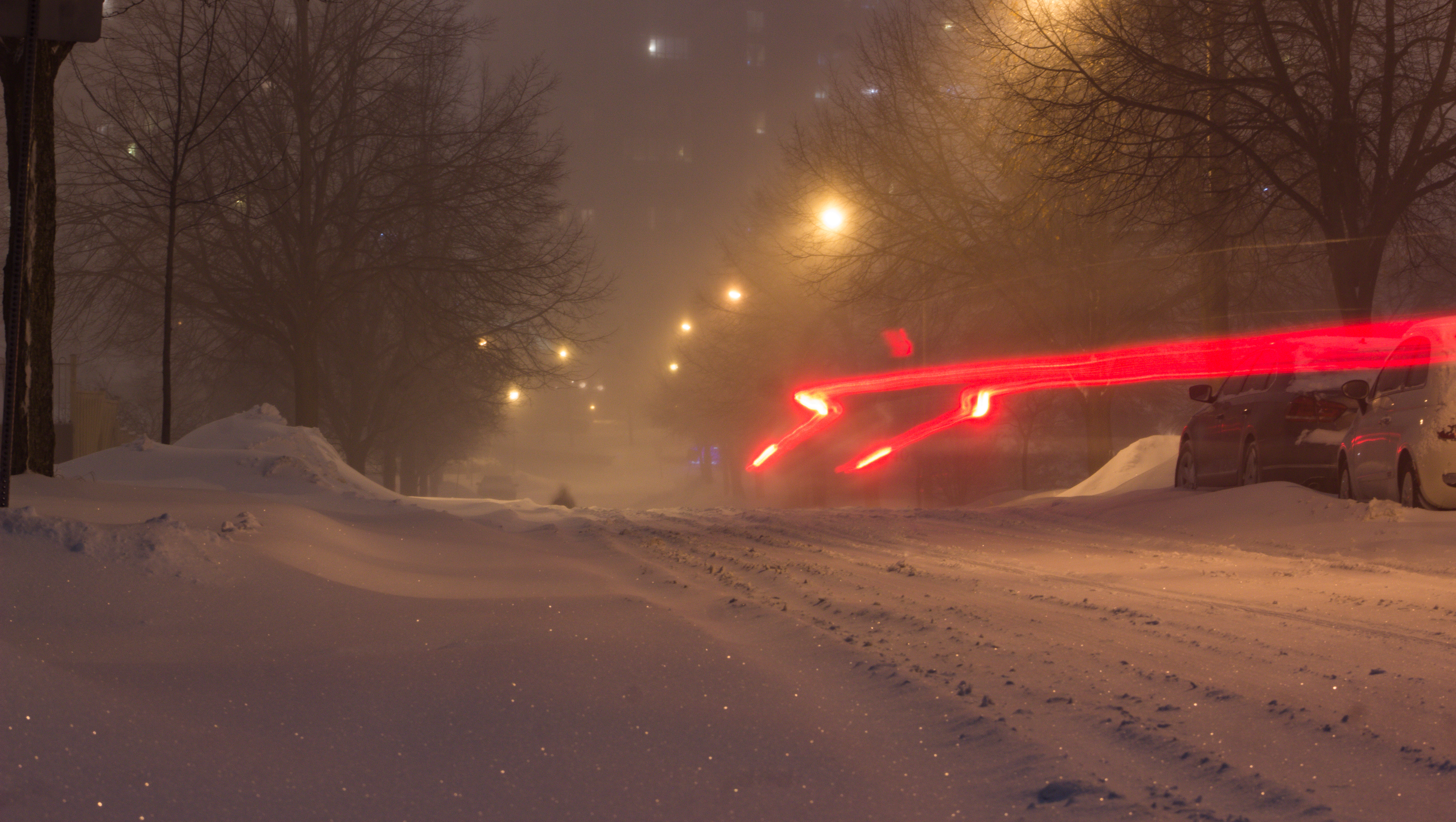
多倫多的暴風雪

在温尼伯錄得了−38.5 °C（−37.3 °F）的低溫；自2007年2月以来，該市所記錄的最低溫度為−42.2 °C（−44.0 °F），兩者相差了僅3.7 °C（38.7 °F）。而安大略省温莎市氣溫將達至−27.0 °C（−16.6 °F）。而且温莎和查塔姆-肯特的圖書館還設立了溫暖中心，供無家可歸者和其他受寒冷影响的人使用。

## 評論
伊利諾州州長普里茨克說：
|    | 我們需要每個人盡自己的本分，確保你和你的家人都做好準備。 |
| —— |                                                          |

美國總統特朗普於推特發文道：
|    | 在美麗的中西部，體感溫度達到零下60度（約等於-51攝氏度），創下有史以來最冷的記錄。未來的日子裡預計會更冷。人們根本沒有辦法在室外，哪怕呆上幾分鐘。全球暖化到底怎麼了？請快點回來，我們需要你！ |
| —— | |

對特朗普的言論，紐約時報評論道：「很遺憾，總統先生需要補習一些基本常識。」並論述道：「川普沒搞明白地方天氣和氣候的關係。」

## 類似事件
2014年，極地渦旋帶來的寒流襲擊北美洲，造成13至16人死亡。

## 其他條目
- 2013年北美洲寒流
- 2014年北美洲寒流
- 2021年2月北美洲寒流（英语：February_2021_North_American_cold_wave）
- 極地渦旋